# Pseudosinella concii
Pseudosinella concii is een springstaartensoort uit de familie van de Entomobryidae. De wetenschappelijke naam van de soort is voor het eerst geldig gepubliceerd in 1950 door Gisin.